# Ортис, Гильермо Луис
Гилье́рмо Луи́с Орти́с (исп. Guillermo Luis Ortiz; родился 9 августа 1992 года, Росарио) — аргентинский футболист, защитник клуба «Годой-Крус», выступающий на правах аренды за «Ньюэллс Олд Бойз».

## Биография
Гильермо Ортис — воспитанник академии «Ньюэллс Олд Бойз». В основном составе «прокажённых» дебютировал 29 ноября 2011 года в матче Кубка Аргентины против «Патронато». Команды не сумели забить голов, а в серии пенальти со счётом 5:4 сильнее оказались футболисты «Патронато». В Примере Ортис впервые сыграл 9 марта 2012 года против своей будущей команды. «Ньюэллс» на выезде разгромил «Колон» со счётом 3:0, а Ортис вышел на замену Кристиану Диасу на 80-й минуте. В 2013 году вместе со своей командой стал чемпионом Аргентины (Финаль).
В январе 2015 года НОБ отдал Гильермо Ортиса в аренду в «Альдосиви», который вернулся в Примеру по итогам предыдущего сезона. 29 августа того же года он забил свой первый гол на профессиональном уровне. Он открыл счёт в домашней игре с «Сан-Мартином» из Сан-Хуана, и в результате его команда выиграла 2:0. В июле 2016 года аренда закончилась и защитник вернулся в Росарио. В конце месяца он вновь отправился в аренду, на этот раз в «Колон».
Отыграв в команде из Санта-Фе один сезон, Гильермо Ортис подписал с «Колоном» полноценный контракт до 2021 года.
В 2019 году Ортис помог своей команде впервые в истории выйти в финал международного турнира — «Колон» пробился в решающий матч Южноамериканского кубка 2019 года, обыграв в ответном полуфинале в серии пенальти бразильский «Атлетико Минейро».

## Титулы и достижения
- Чемпион Аргентины (1): Финаль 2013
- Финалист Южноамериканского кубка (1): 2019